# 美洲国家和地区对俄罗斯入侵乌克兰的反应
以下为2022年俄罗斯入侵乌克兰美洲国家和地区的表态立场 

## 各国反应

### 安地卡及巴布達
安地卡及巴布達外交部部長保羅·切特·格林譴責俄羅斯的入侵，並敦促進行外交談判。

### 巴哈马
巴哈馬外交部部長弗雷德·米切爾譴責入侵並表示：「俄羅斯聯邦及其總統領導的入侵烏克蘭的行動是錯誤且非法的，應該結束並被逆轉。」2022年3月15日，巴哈馬正式向俄羅斯及白俄羅斯實施制裁，制裁内容與美國、加拿大、英國及歐盟的相近。

### 
貝里斯政府譴責「俄羅斯非法入侵」，並表示聲援烏克蘭。
巴貝多總理米亞·莫特利敦促俄羅斯撤軍，將入侵行動認定為對烏克蘭領土完整性的侵犯。

### 加拿大
2月22日，加拿大總理賈斯汀·杜魯多宣布，將針對俄羅斯的銀行和主權債務施加制裁，禁止國民與烏克蘭東部兩個分離地區進行任何金融交易。
2月24日，加拿大对《特别经济措施（俄罗斯）条例》进行了修订，对部分俄罗斯政府官员、银行界人士及其家人和通俄乌克兰人实行制裁，并立刻取消对俄罗斯出口物资，但重要医疗物资暂不受限制。
2月27日，加拿大外交部部長趙美蘭表示，繼早前經波蘭向烏克蘭運送780萬加元的軍事裝備後，加拿大正考慮向烏克蘭援助更多武器。
4月27日，加拿大国会议员一致通过，认定俄罗斯在乌克兰的攻击是进行种族灭绝，並認定俄羅斯犯下了系统性和大规模的反人道战争罪行。

### 
哥斯大黎加總統卡洛斯·阿爾瓦拉多·奎沙達在推特上發表聲明，拒絕並譴責「使用武力和侵犯烏克蘭主權和領土完整」，稱和平是「唯一途徑」。

### 古巴
古巴政府將此次烏克蘭危機的責任歸咎於美國，並支持俄羅斯的「自衛」權，但表示衝突應通過外交途徑解決。

### 多米尼克
多米尼克政府譴責入侵，並呼籲結束侵略行為。

### 
多明尼加總統路易斯·阿比納迪爾發表聲明，敦促俄羅斯從烏克蘭撤軍，並進一步表示俄羅斯侵犯了烏克蘭人的政治、文化和領土認同。

### 格瑞那達
格林納達政府譴責入侵，並表示此次攻擊違反了聯合國憲章所記載有關國際和平與穩定的規定。

### 
瓜地馬拉總統亞歷杭德羅·賈麥岱在推特發表聲明，譴責俄羅斯的入侵行為。瓜地馬拉也在2月25日宣佈為抗議俄羅斯的入侵行動，召回駐俄羅斯大使。

### 海地
海地政府對烏克蘭局勢表示關切，並敦促兩國尋求外交解決辦法。

### 
宏都拉斯政府譴責俄羅斯的入侵行為。

### 牙买加
牙買加總理安德鲁·霍尼斯譴責俄羅斯，稱牙買加一貫支持尊重和遵守國際法原則，尊重所有國家的領土完整和主權，因此我們譴責入侵烏克蘭。

### 墨西哥
墨西哥外交部部長馬塞洛·埃布拉德代表總統洛佩斯·奧夫拉多爾在推特上發表聲明，譴責俄羅斯的入侵，並要求停止敵對行動，以實現和平解決。墨西哥并未加入对俄罗斯的制裁。

### 尼加拉瓜
尼加拉瓜總統丹尼爾·奧蒂嘉在俄羅斯向烏克蘭部署軍隊後，支持普丁承認分離主義地區。尼加拉瓜亦在聯合國大會緊急會議譴責俄羅斯吞併烏克蘭四州和在爆發一周年前夕要求俄羅斯撤出烏克蘭的決議投下反對票。

### 巴拿马
巴拿馬政府對入侵表示遺憾，並表示支持烏克蘭主權、獨立和領土完整。

### 千里達及托巴哥
千里達及托巴哥外交部部長艾默里·布朗譴責入侵。

### 美国
美国对2022年俄罗斯入侵乌克兰的立场在很大程度上是有利于乌克兰的，该国谴责入侵，向乌克兰提供人道主义援助，并制裁俄罗斯和白俄罗斯这两个严重参与入侵乌克兰的国家。
美国国务院负责南亚和中亚事务的助理国务卿唐纳德·卢称，美国政府认为，西方对俄罗斯实施新制裁，将使俄方难以向其他国家出售武器，因此这是华盛顿从莫斯科手中夺取军火采购市场份额的一个好机会。

### 阿根廷
阿根廷政府宣布坚决反对俄罗斯武装力量的行动并呼吁俄罗斯停止在乌克兰的军事行动。他们指出，“只有在对话和相互承诺之间才能达成公平的解决方案”并建议在乌克兰的阿根廷公民“离开乌克兰领土”。
25日，美洲国家组织中的21国发表联合声明，谴责俄罗斯的入侵，阿根廷并未参与。

### 玻利维亚
玻利維亞外交部表示，作為「一個和平主義國家」，玻利維亞政府敦促俄羅斯和烏克蘭避免使用武力，並「在國際法和《聯合國憲章》的框架內」尋求外交降級。然而，它沒有明確譴責俄羅斯的入侵，而是以「缺乏對話和理解」為由導致衝突進一步升級。

### 巴西
据路透社报道，在里约当地时间2月27日进行的一次新闻发布会上，巴西总统博索纳罗拒绝谴责普京，同时表示巴西在俄罗斯对乌克兰采取特别军事行动一事上保持“中立”。 此前，在副总统莫劳谴责俄罗斯后，博索纳罗解除了他的职务。
巴西没有参与美洲国家组织的、谴责俄罗斯的联合声明。
2022年3月24日，巴西外长表示不赞成经济制裁俄罗斯，而且他反对将俄罗斯逐出国际组织。

### 智利
智利總統加夫列爾·博里奇說，「俄羅斯的侵略行為和侵犯烏克蘭主權的行為」違反了國際法，並「譴責入侵烏克蘭，侵犯其主權和非法使用武力」。

### 哥伦比亚
哥倫比亞總統伊萬·杜克表示，哥倫比亞堅決反對俄羅斯對烏克蘭的襲擊，並認為此次入侵違反了國際法和聯合國憲章。他亦藉此將馬杜羅與普京相提並論，直指馬杜羅是「拉丁美洲的普京」。

### 
厄瓜多總統吉列爾莫·拉索說，「厄瓜多將支援聯合國和美洲國家組織譴責入侵的立場。侵略是暴力入侵，違反了我們促進世界和平的原則」。然而，他補充說，厄瓜多沒有計劃暫停與俄羅斯的外交關係。厄瓜多尔外交和移民事务部部長胡安·卡洛斯·奧爾金则宣称在烏克蘭定居的每10名拉丁美洲人中就有3個是厄瓜多爾人，因此有必要在距离乌克兰较近的波兰恢复大使馆，奧爾金还在3月7日于基多舉行的新聞發布會上表示，在厄瓜多尔政府与欧盟诸国的协助下，居住在烏克蘭的450多名厄瓜多爾侨民已搭乘航班返回厄瓜多尔。
蓋亞那政府譴責俄羅斯入侵烏克蘭，並敦促俄羅斯尊重烏克蘭的主權。

### 巴拉圭
巴拉圭政府谴责2022年俄罗斯对乌克兰的入侵行为。

### 秘魯
秘魯外交部部長塞薩爾·蘭達·阿羅約在一份聲明中表示：「面對烏克蘭主權，領土和完整的侵犯，秘魯拒絕使用武力，並通過外交部發表意見，援引對國際法的尊重。」

### 苏里南
蘇利南政府谴责俄罗斯入侵乌克兰的行为。

### 乌拉圭
烏拉圭總統路易斯·拉卡列·波乌谴责俄罗斯“违反国际法的行为”，并宣称乌拉圭“是一个始终致力于和平的国家”，为此他鼓励恢复谈判以“文明解决”冲突。外交部的一份官方声明中表示，在俄罗斯发动军事袭击后，《联合国宪章》的原则“臭名昭著”；并宣布四名乌拉圭公民从乌克兰撤离到塞浦路斯，并表示正在监视局势，关注其“同胞”的情况，以便为他们提供适当的帮助。

### 委內瑞拉
委內瑞拉總統尼古拉斯·馬杜羅全力支持俄罗斯总统普京在乌克兰领土上的军事行动，並抵制美國以任何形式的干預。此外，马杜罗也欢迎俄罗斯承认卢甘斯克和顿涅茨克地区部分领土的民主共和国独立。
美國、加拿大及歐盟等西方國家承認之胡安·瓜伊多政府則譴責俄羅斯對烏克蘭發動入侵及實控總統馬杜羅支持俄羅斯，並表明「將與烏克蘭站在一起」。瓜伊多又譴責馬杜羅「支持戰爭罪行」，並表明美國對俄羅斯之制裁必須同時令馬杜羅受其影響。